# Nogales (municipalité)
Pour les articles homonymes, voir Nogales.
La municipalité de Nogales est l'une des 212 municipalités de l'État de Veracruz, et est située dans la partie centrale de cet État. Elle se situe à l'ouest du golfe du Mexique, sur les contreforts de la chaîne de montagnes de la Sierra Madre orientale, et fait partie du bassin versant de la rivière Río Blanco, affluent nord du fleuve Río Papaloapan. Son chef-lieu est la ville éponyme de Nogales. Elle dépend de la région administrative de Las Montañas, qui est une des 10 subdivisions administratives de l'État de Veracruz. Elle fait également partie de la "Zona metropolitana de Orizaba", qui regroupe autour de la ville de Orizaba les municipalités faisant partie de sa sphère d'influence.

## Géographie
La municipalité de Nogales s'étend du nord au sud de part et d'autre de la rivière Río Blanco, la majeure partie de son territoire se trouvant cependant en rive nord. Trois affluents du Río Blanco la traversent, confluant tous en rive nord : la rivière de Maltrata la traverse d'ouest en est, dans la partie sud de son territoire, vient ensuite, parallèlement, le Río Chiquito, puis du nord-ouest au sud-est, le Río La Carbonera. Assise sur les contreforts de la chaîne de montagnes de la Sierra Madre orientale, son altitude oscille entre 1200 et 2500 mètres. Son chef-lieu, la ville éponyme de Nogales, se trouve dans les confins orientaux de son territoire, en situation de conurbation avec ses voisines Río Blanco au nord-est, Huiloapan de Cuauhtémoc à l'est, et Ciudad Mendoza au sud-ouest, faisant elles-mêmes partie de l'agglomération d'Orizaba. Son territoire couvre une superficie de 63,6 km2, et était peuplé en 2020 de 37 314 habitants, pour une densité de 586,8 habitants par km2.
Cette municipalité fait partie de la Zona metropolitana de Orizaba (es), qui est composée des municipalités de Orizaba, Ixtaczoquitlán, Camerino Z. Mendoza, Río Blanco, Nogales, Mariano Escobedo, Ixhuatlancillo, Rafael Delgado, Atzacan, Maltrata, Huiloapan de Cuauhtémoc et Tlilapan, pour une population totale de 465 175 habitants.
Elle est limitrophe à l'ouest des municipalités de Maltrata, et de Acultzingo, au sud de celle de Soledad Atzompa, et à l'est de celles de Camerino Z. Mendoza, de Huiloapan de Cuauhtémoc, de Río Blanco et de Ixhuatlancillo.

## Composition et démographie
La municipalité était composée en 2020 de 29 localités, dont 2 étaient considérées comme urbaines, les autres étant rurales.
| Localité                   | Population |
| -------------------------- | ---------- |
| Nogales                    | 21 261     |
| Agrícola Lázaro Cárdenas   | 4128       |
| Cecilio Terán (Balastrera) | 2227       |
| Taza de Agua Ojo Zarco     | 1921       |
| Treinta de Mayo            | 970        |
| Reste des localités        | 6807       |
| Total population           | 37 314     |

En plus de l'espagnol, plusieurs langues amérindiennes sont parlées dans la municipalité, dont les principales sont par ordre d'importance : le nahuatl, et de manière plus marginale le mixtèque, le mazatèque, le chinantèque, le maya, le huastèque, et le zapotèque.

## Histoire
Le territoire de la municipalité est conquis vers 1450 par l'empereur aztèque Moctezuma Ier.
Au XVIe siècle est créée l'usine de raffinage du sucre de San Juan Bautista Nogales.
En 1627, Don Rodrígo de Viveros y Aberrucia, héritier de la sucrerie de San Juan Bautista Nogales, est nommé comte de la vallée d'Orizaba par le roi d'Espagne Philippe III.
Le 28 octobre 1812, le généralissime Morelos, parti de la ville de Tehuacán, s'empare de la sucrerie de Nogales, à la tête de 10 000 hommes. Le lendemain, il se dirige vers Orizaba.
Le 14 juin 1862, le général Ignacio Zaragoza stationne avec ses troupes à la sucrerie de Nogales, se préparant à affronter les troupes françaises stationnées à Orizaba, dans le cadre de l'intervention française au Mexique.
Le 07 juin, 1907, Nogales, ainsi que sa voisine Río Blanco, connaissent d'importantes grèves (es), parties de la grande usine textile de Río Blanco, et réprimées par l'armée,.

## Économie

### Agriculture et élevage
La superficie des parcelles semées représentait en 2019 une surface totale de 792 hectares, parmi lesquels 546 hectares étaient voués à la culture du maïs, 161 hectares étaient voués à la culture du haricot, et 60 hectares étaient voués à la production d'avoine, destinée au fourrage.
En 2020, la production de viande par tonnes comprenait 30 tonnes de viande bovine, 119,3 tonnes de viande porcine, 7,1 tonnes de viande ovine, 7,7 tonnes de viande caprine, 1455,2 tonnes de volailles, et 3 tonnes de dinde. La superficie vouée à l'élevage représentait alors 1091 hectares.